# Роже Каркассонн
Роже Каркассонн (фр. Roger Carcassonne-Leduc, 12 січня 1911, Марніа – 10 грудня 1991, Париж, Франція) — член французького Опору.
Французький промисловець в Орані, він служив молодшим лейтенантом 8-го полку. Відправлений до Тунісу, на момент перемир'я постав перед військовим судом за поширення та розповсюдження тексту з закликом від 18 червня генерала Шарля де Голля.

## Заснування Опору в Орані
Переведений зі своєю частиною в Оран, Каркассонн був демобілізований 28 серпня 1940 року. Він одразу ж намагався разом зі своїм братом П'єром Каркассонном дістатися до Великої Британії через Гібралтар. Проте це виявилося марним, оскільки поліція Віші та військово-морська служба були дуже пильними. Строгі вироки очікували тих, кого заарештовували при спробі втекти.
Тоді він, разом з братом П'єром та кількома друзями, зокрема капітаном Луї Жобело, організував групу, що займалася таємною пропагандою та намагалася залучити якомога більше людей.
У березні 1941 року, в Орані, капітан Жобело познайомив його з Анрі д'Астьє де ла Віжьері, офіцером Другого бюро армії перемир'я, з яким він одразу знайшов спільну мову. Після кількох зустрічей вони вирішили створити рух, щоб об'єднати всіх, хто бажав боротися проти німців.

## Співпраця з алжирським Опором
Роже та П'єр Каркассонн продовжували вербувати бійців Опору та координувати діяльність розвідувальних агентів.
У серпні 1941 року, в Алжирі, Каркассонн зустрів свого кузена Жозе Абулькера, студента-медика, який почав діяльність в Опорі у вересні 1940 року. Вони вирішили координувати свою діяльність, але без об'єднання своїх організацій.
Каркассонн в Орані (під псевдонімом Ледюк) та Абулькер в Алжирі продовжували свою діяльність, зосереджуючись на створенні озброєної групи та центрів військової і цивільної інформації. Вони не займалися пропагандою, вважаючи, що вона матиме малий ефект і приверне увагу влад Віші.
У 1942 році Каркассонн відправив свого брата до Алжиру, щоб той познайомив Абулькера з д'Астьє де ла Віжьері. Він також займався фінансуванням опору в Орані та організацією руху Опору на всій території Північної Африки.